# Numerus Osrhoenorum
Der Numerus Osrhoenorum (deutsch Numerus aus Osrhoene) war eine römische Auxiliareinheit. Sie ist durch Inschriften belegt.
Zu der Einheit gehörten Reiter, so dass es sich bei dem Numerus zumindest um eine teilberittene Einheit gehandelt hat.

## Namensbestandteile
- Osrhoenorum: aus Osrhoene. Die Soldaten der Numerus wurden bei Aufstellung der Einheit aus der Stadt Osrhoene und Umgebung rekrutiert.

## Geschichte
Der Numerus ist durch drei Inschriften für das 3. Jh. n. Chr. belegt. Die Verwendung von Bogenschützen aus Osrhoene durch die römische Armee wird auch in antiken Schriftquellen erwähnt.

## Standorte
Standorte des Numerus sind nicht bekannt.

## Angehörige des Numerus
Folgende Angehörige des Numerus sind bekannt:

### Kommandeure
- [?], ein Praepositus (CIL 11, 3104)

### Sonstige
- Barsemis Abbei, ein Soldat (CIL 3, 10307). Er war auch Magister der Cohors I milliaria Hemesenorum und Decurio der Ala Firma Catafractaria.
- M(arcus) Aurelius Siona, ein Sesquiplicarius (CIL 8, 9829)